# Rick Roberts
Rick Roberts (Clearwater, 31 agosto 1949) è un cantante e chitarrista statunitense noto per aver militato nei Flying Burrito Brothers.

## Biografia
Raggiunse la fama nel 1970, anno in cui entrò nei Flying Burrito Brothers, dove rimase per due anni. Nel 1974 fu il fondatore della band Firefall, nella quale rimase fino al 1980.
Nel 1985 è stato membro dei "A 20th Anniversary Tribute to The Byrds", una band co-fondata dagli ex Byrds Gene Clark e Michael Clarke. Il gruppo originariamente comprendeva anche ex membri di The Band, Richard Manuel e Rick Danko, oltre a Blondie Chaplin.

## Discografia

### Solista
- 1972 - Windmills
- 1973 - She is a Song

### Con i Flying Burrito Brothers
- 1971 - The Flying Burrito Bros

### Con i Firefall
- 1976 – Firefall
- 1977 – Luna Sea
- 1978 – Élan
- 1980 – Undertow